# Imigração paquistanesa no Brasil
A imigração paquistanesa no Brasil, assim como a bengali, é recente. Muitos dos paquistaneses que vão para o país sul-americano vão em condição de refugiados e alegam perseguição de grupos terroristas como o Talibã. A maioria dos paquistaneses se estabelece na capital brasileira para conseguir as documentações exigidas e a permanência no país com mais rapidez. O que mais emprega os paquistaneses que no Brasil vivem são as fábricas que possuem o abate halal.